# Koechlin Island
Koechlin Island ist eine Insel in der Gruppe der Adelaide- und Biscoe-Inseln vor der Westküste der Antarktischen Halbinsel. Sie liegt vor der Nordostküste der Adelaide-Insel in einer Entfernung von 7 km südlich der Sillard-Inseln in der Einfahrt zur Buchanan-Passage.
Luftaufnahmen der US-amerikanischen Ronne Antarctic Research Expedition (1947–1948) und der Falkland Islands and Dependencies Aerial Survey Expedition (1956–1957) dienten ihrer Kartierung. Das UK Antarctic Place-Names Committee benannte sie 1960 nach dem Schweizer Glaziologen René Koechlin (1866–1951).